# Livland
För andra betydelser, se Livland (olika betydelser).
Livland (latin: Livonia, estniska: Liivimaa, lettiska: Livonija och Līvzeme, polska: Inflanty, ryska: Лифляндия translitteration: Lifljandija) är en historisk region i Baltikum, som störst omfattande nuvarande Lettland och Estland. Inom svensk historieskrivning syftar namnet främst på södra hälften av Estland och norra hälften av Lettland, det vill säga Svenska Livland 1629 till 1721.

## Namnet
Vid starten för kristnandet av Baltikum kring år 1200 var Daugavas mynning en strategisk punkt, där köpmän från Lübeck kring 1160 anlade en handelsstation där dagens Riga är beläget. Eftersom Daugavas nedre lopp och närliggande delar av Rigabukten beboddes av folkgruppen liver, kallades detta Livland. När det baltiska missionsområdet under 1200-talet utvidgades kom namnet att användas om ett långt större område än livernas område. Äldre svensk stavning är Lifland eller Liffland. Under medeltiden kallades Livland också Jungfru Marias land (Terra Mariana).

## Livlands ursprung
Arkeologiska fynd i Rigaområdet har daterats till 2000–2500 f.Kr. Bosättning i Livland finns dokumenterad från 1000-talet. Namnet används av Saxo Grammaticus på 1200-talet och betecknar då ett mindre område vid östra Rigabukten, från floden Daugava norrut till Estlands gräns. Den livländska befolkningen handlade tidigt med Gotland, Finland och Kiev och floden Daugava har alltsedan vikingatiden varit en av de viktigaste handelslederna från Östersjön till Ryssland, Svarta och Kaspiska haven ända till Medelhavet. 
På 1180-talet började tyska katoliker missionera i Livland och 1186 utnämndes augustinermunken Meinard till biskop i området, med säte i Yxkull, av ärkebiskopen i Bremen. Efter Meinards död 1197, övertog Berthold ämbetet men sades ha mördats av den livländske hövdingen Imaut. Nästa biskop hette Albert von Buxthövden och anlände 1199 med ett antal korsriddare ombord på 23 skepp. Han flyttade 1201 biskopssätet till Daugavas mynning vid Rigabukten och grundade där staden Riga. Redan året efter satte han upp kyrkans egen armé, Svärdsriddarorden, som tidigt började erövra närområdet. Denna del av Livlands historia finns utförligt beskriven av prästen Henrik, som deltog i biskop Alberts korståg som både missionär och krönikör. Hans krönika är nu en av de viktigaste medeltida källorna till denna period i ett annars skriftlöst område.
Svärdsriddarorden tvingades 1237 under namnet Livländska orden ingå i ett större förbund, Tyska orden som samma år hade erkänts av påven Innocentius III, men fortsatte som egen, lokal enhet. Under de följande cirka 90 åren tog denna orden kontroll över hela dagens Lettland och Estland. Under denna period avsåg dock namnet Livland den Tyska ordens område och inte det ursprungliga Livland. Staden Riga blev 1282 medlem av Hanseförbundet. 
Under dessa krig bosatte sig många från Lettgallen i området och det ursprungliga livländska späddes ut. Livländare hade bosatt sig i grannlandet Kurland och även haft ett större utbyte med befolkningen på Ösel.

## Polskt styre 1561–1621
År 1558 angrep Ryssland den av inre problem präglade Tyska orden. Efter ett avgörande nederlag mot ryssarna 1559, insåg de tyska riddarna att hoppet om självständighet var ute. Estland med staden Reval (nuvarande Tallinn) bad då att få ingå i det svenska riket och Ösel såldes till Danmark medan Livland gav sig under Polen. Ryssland ville inte acceptera detta utan fortsatte ockupationen av större delen av den gamla Ordensstaten. Detta ledde till det livländska kriget efter vilket Ryssland tvingades ge vika. I augusti 1600 angrep svenska trupper Livland. Svenskarna erövrade större delen av Livland, men när den polska armén sommaren 1601 anlände och hävde den svenska belägringen av fästningen Kokenhusen, drog sig svenskarna tillbaka. För att ha råd att skapa denna polska armé var kung Sigismund tvungen att pantsätta sina kronjuveler. 
Vid Kirkholm i september 1605 drabbades svenska armén av ett av sina största nederlag någonsin. Den svenska armén på 11 000 man under ledning av hertig Karl, mötte 3 400 polska soldater ledda av Chodkiewicz. Den svenska armén blev krossad och minst 7 600 man stupade medan hertigen kom undan med blotta förskräckelsen. Interna problem hindrade emellertid Sigismund från att göra sin seger fullständig, och svenskarna kunde omgruppera sina styrkor. Kriget fortsatte därför utan något fullständigt avgörande fram till 1621, då svenskarna tog kontroll över Livland.

## Svenska Livland

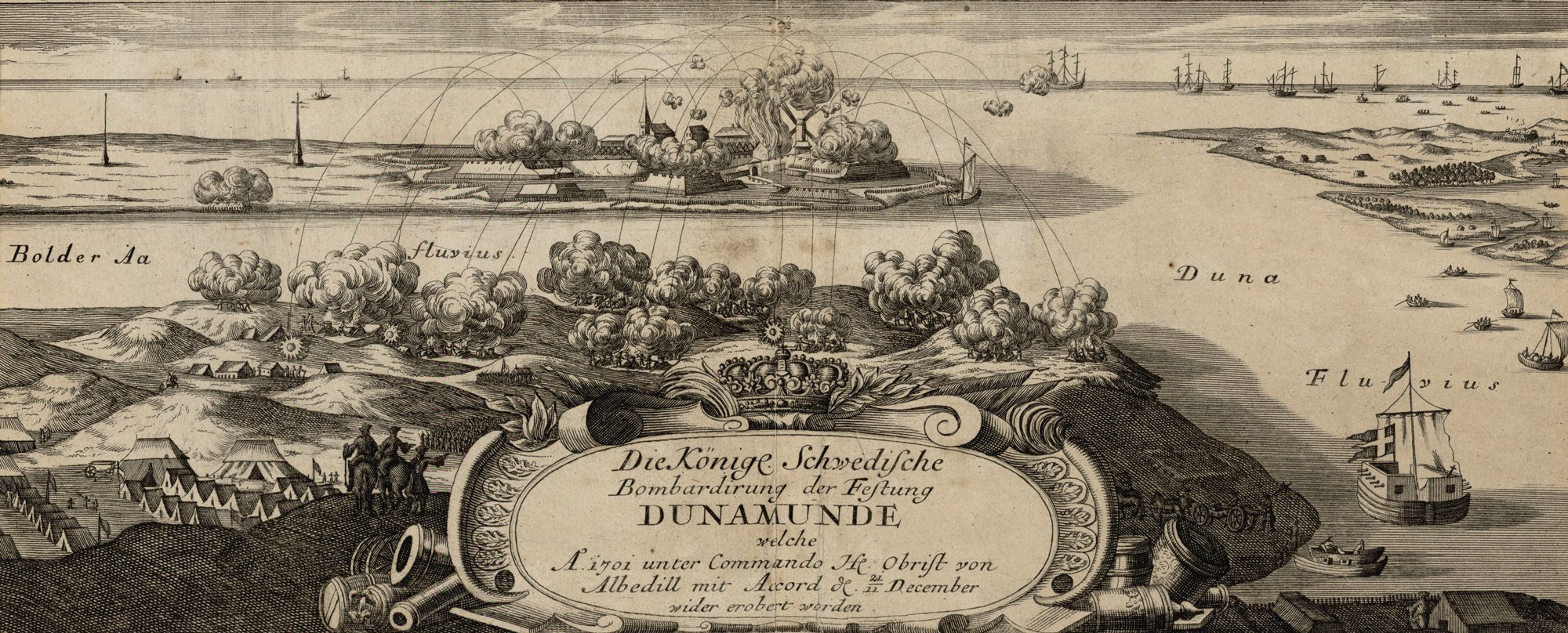
Svenskarna bombarderar fästningen Dünamünde utanför Riga 1621.

Svenska Livland, med det formella namnet Hertigdömet Livland, kallas den del av Baltikum som under stormaktstiden var svenskt hertigdöme i nästan 100 år. Sverige erövrade området 1621 och fick formell rätt till det vid stilleståndet i Altmark 1629. 
Svenska Livland motsvarade södra hälften av dagens Estland och norra hälften av dagens Lettland, samt ön Ösel. I norr gränsade området till svenska hertigdömet Estland som även omfattade ön Dagö, i öster till Ryssland, och i söder till de dåvarande polska provinserna Kurland och Polska Livland. Största städer i Svenska Livland var Riga och Dorpat (nuvarande Tartu).
Sverige avträdde Livland till Ryssland 1721 vid freden i Nystad, men hade i praktiken förlorat området redan 1710.

## Ryskt styre 1721–1918
Bönderna ägde endast 15 procent av landets jord och adeln (tyskarna) den övriga. Livegenskapen upphävdes 1819, och bönderna erhöll frihet, även de kvarstod under godsägarnas jurisdiktion. Sedan 1849 hade det arbete de måste göra åt godsägarna så småningom, dock ej fullständigt, blivit utbytt mot pengar, och bönderna erhöll rätt att friköpa sina jordlotter.
Under 1800-talet ledde industrialismen även till en ökad inflyttning till städerna, där den tidigare tyskdominerade befolkningen alltmer blandades ut med inflyttade balter.
I spetsen för Livlands förvaltning stod en guvernör, och före 1876 hade ryska Östersjöprovinserna en gemensam generalguvernör som residerade i Riga. Från Livlands överdomstol (Hofgericht) i Dorpat vädjades till senaten i Petersburg.
De i Livland stationerade trupperna löd under generalguvernören i Vilnas överkommando. Den lutherska kyrkan stod under livländska konsistoriet i Riga.
Guvernementet indelades i 9 kretsar: Riga, Wolmar, Wenden, Walk, Werro, Dorpat, Fellin, Pernau och Ösel.

## 1900-talet
År 1915 intog tyska trupper Livland under första världskriget. Med stöd från Tyskland proklamerade tysk-balterna ett "Baltiskt hertigdöme" bestående av hertigdömet Estland, Livland och Kurland. Efter Tysklands nederlag i världskriget delades Livland 1918 upp efter nationalitetsgränsen mellan ester och letter, till de nya staterna Lettland och Estland. De fåtaliga liverna fick finna sig i att hamna inom det lettiska statsområdet, trots att deras språk, liviskan, är närmare besläktat med estniska. Tre år senare, 1921, blev Riga huvudstad i Lettland. Under andra världskriget hamnade de baltiska staterna "mitt emellan" stormakterna Tyskland och Sovjetunionen. Genom krigshandlingarna, deportationer och emigration reducerades befolkningen med 35% och både land, infrastruktur och kulturskatter härjades. 
Staten Lettland med Riga som huvudstad återuppstod vid självständighetsförklaringen den 21 augusti 1991, varpå västvärldens erkännande kom inom en månad, och medlemskap i FN 17 september samma år. Nästa steg mot frihet och modernisering togs vid inträdet i EU den 1 maj 2004. Estland följde samma utveckling, självständighetsförklaring 20 augusti 1991, medlemskap i FN 17 september 1991 och i EU 1 maj 2004. På båda sidor av gränsen har mycket arbete lagt ner på att restaurera flera av de kulturbyggnader som förstördes under andra världskriget, bland annat i Riga.

## Kultur
Trots tidigt införlivande med Lettland och blandning med lettisk befolkning, lever livisk kultur och traditioner ännu kvar. 1923 ansökte liver hos lettiska regeringen om att få bilda en egen region, vilket dock avvisades. Ett livaktigt kulturliv med bland annat sångartraditioner fanns fram till den sovjetiska ockupationen under andra världskriget, då många liver 1949 deporterades till Sibirien eller flydde, bland annat till Sverige. Det finns dock fortfarande företrädare för livländskt språk och kultur. 
Området har ett eget språk, det finsk-ugriska liviskan, vars användning under århundraden gradvis minskat till förmån för lettiska men blev från 1923 ett tillvalsspråk i skolorna. Det finns även kvar i flera gamla geografiska namn, och talas eller förstås av ett litet antal liver.